# Трансаляскинский нефтепровод
Трансаля́скинский нефтепрово́д (ТАН; англ. Trans-Alaska Pipeline System, TAPS) — нефтепровод в США. Предназначен для перекачивания нефти, добываемой на месторождении Прадхо-Бей на севере Аляски, в порт города Валдиз на её юге.
Пересекает территорию штата Аляска с севера на юг, длина нефтепровода 1288 км. Состоит из трубопровода сырой нефти, 12 насосных станций, нескольких сотен километров подводящих трубопроводов, и терминала в городе Валдиз. Нефтепровод является одним из самых больших подобных сооружений. Принадлежит компании «Alyeska Pipeline Service Company».

## История
Строительство нефтепровода началось после энергетического кризиса 1973 года. Прокладка была начата 26 марта 1975 года, сам нефтепровод был построен к 1977 году. Был запущен в действие 20 июня 1977 года. Подорожание нефти сделало экономически выгодным её добычу в Прадхо-Бей. После открытия месторождения, последовали экологические, законодательные и политические дебаты относительно проблем строительства. Нефтепровод был построен после того, как кризис поспособствовал решению этих проблем.
Строительство столкнулось со множеством проблем, главным образом очень низкой температурой и труднопроходимой, изолированной местностью. Нефтепровод был одним из первых проектов, столкнувшихся с проблемами вечной мерзлоты, необходимо было разработать новые технологии строительства в промёрзшем грунте. Строящийся нефтепровод привлёк несколько десятков тысяч рабочих, что спровоцировало бурный рост таких городов как Валдиз, Фэрбанкс и Анкоридж.
Первый баррель нефти был перекачан по нефтепроводу в 1977 году. Нефтепровод был полностью загружен к концу года. С тех пор произошло несколько серьёзных инцидентов, связанных с разливом нефти. Среди них саботаж строительства, ошибки обслуживания, умышленное повреждение.
По состоянию на 2010 год, по нефтепроводу суммарно было перекачано почти 16 миллиардов баррелей нефти.

## Особенности нефтепровода
При постройке использовались 48-дюймовые (122 см) трубы. Максимальная пропускная способность — 2,13 миллиона баррелей в сутки (339 600 м³/сут).
Является одним из наиболее защищённых трубопроводов в мире. Трансаляскинский нефтепровод был спроектирован инженером Егором Поповым так, чтобы выдержать землетрясение силой до 8,5 баллов. Он был проложен над землей на специальных опорах с компенсаторами, позволяющими трубе скользить по специальным металлическим рельсам в горизонтальном направлении почти на 6 м, при помощи специальной гравийной подушки, и на 1,5 метра вертикально. Кроме того прокладка трассы нефтепровода осуществлялась зигзагообразной ломаной линией для компенсации напряжений, вызываемых смещением почвы при очень сильных продольных сейсмических колебаниях, а также и при температурном расширении металла.
В ноябре 2002 года произошло землетрясение в Денали магнитудой 7,9, но нефтепровод остался цел.
Для функционирования нефтепровода необходимо, чтобы по нему прокачивался некоторый объём нефти, хотя он, в отличие от максимального, точно не известен. Меньшие потоки увеличивают срок службы труб и оборудования. В 2012 году объём снизился до 600 тыс. баррелей в день, что значительно ниже проектных норм. Малые объёмы нефти требуют более медленной прокачки по трубопроводам, из-за чего температура нефти снижается значительнее, чем при перекачке больших объёмов. При переохлаждении происходит выпадение твердых осадков (парафинов) и возможно возникновение заторов, которые потребуют остановки трубопровода и ремонта. В 2011 в отчёте Alyeska предлагалось оснастить насосные станции подогревателями, чтобы избежать переохлаждения, при этом стали бы возможны потоки около 350 тыс. б/д.

## В кино
В документальном сериале «Жизнь после людей» через 200 лет некоторые элементы нефтепровода разрушатся от коррозии, и нефть, оставшаяся там, вытечет наружу, но из-за холодного климата нефтепровод останется узнаваемым.